# Pałac w Czerńczycach (powiat ząbkowicki)
Pałac w Czerńczycach – zabytkowy pałacyk wybudowany w 1910 r. w Czerńczycach.

## Położenie
Pałac położony jest w Czerńczycach – wsi w Polsce, w województwie dolnośląskim, w powiecie ząbkowickim, w gminie Ziębice.

## Opis
Parterowy pałac-dwór ma charakter willi.